# フレンチキス・レコーズ
フレンチキス・レコーズ (Frenchkiss Records) は、アメリカ合衆国ニューヨークのインディー・レコードレーベルである。1999年に設立され、主にインディー・ロックバンドが多く所属している。

## 概要
1999年にレ・サヴィ・ファヴ(Les Savy Fav)のベーシスト、シド・バトラー(Syd Butler)によって設立される。レーベルを立ち上げたのは自身のバンドの2ndアルバム『The Cat and The Cobra』をリリースするためだった。その後、レーベルはザ・ホールド・ステディ、ジ・アントラーズ、ザ・ドードース、ローカル・ネイティヴス、パッション・ピットといったバンドを手がけるようになる。後にフレンチキス・パブリッシングという音楽出版の事業も始めた。
同社は2014年9月にSony Music傘下のザ・オーチャード（The Orchard）に買収された。

## 主なアーティスト
かつて契約していたアーティストを含む
- 1,2,3
- The Antlers - ジ・アントラーズ
- The Apes - ジ・エイプス
- The Big Sleep - ザ・ビッグ・スリープ
- Bloc Party - ブロック・パーティー
- The Bloodthirsty Lovers - ザ・ブラッドサースティ・ラヴァーズ
- Detachment Kit - デタッチメント・キット
- Devin - デヴィン
- The Dodos - ザ・ドードース
- The Drums - ザ・ドラムス
- Call Me Lightning - コール・ミー・ライトニング
- Crocodiles
- Cut Off Your Hands - カット・オフ・ユア・ハンズ
- Emma Louise - エマ・ルイーズ
- Ex Models - エックス・モデルズ
- Freelance Whales - フリーランス・ホエールズ
- The Hold Steady - ザ・ホールド・ステディ
- Les Savy Fav - レ・サヴィ・ファヴ
- Lifter Puller
- Local Natives - ローカル・ネイティヴス
- The Plastic Constellations - ザ・プラスティック・コンステレーションズ
- Passion Pit - パッション・ピット
- RACES
- Rahim - ラヒム
- S PRCSS
- Sean Bones - ショーン・ボーンズ
- Sean Na Na - ショーン・ナ・ナ
- Smoke and Smoke - スモーク・アンド・スモーク
- Suckers - サッカーズ
- Tangiers
- Thunderbirds are Now! - サンダーバード・アー・ナウ!
- Turing Machine - チューリング・マシーン
- Young Man - ヤング・マン